# Estado policial
Estado policial é o tipo de organização estatal fortemente baseada  no controle da população (e, principalmente, de opositores e dissidentes) por meio da polícia política, das forças armadas e outros órgãos de controle ideológico e repressão política.
Historicamente, o Estado de polícia é um tipo de Estado em que o soberano é isento de qualquer limite formal ou controle jurisdicional. Em decorrência disso, o campo de ação da polícia acaba por se estender por toda a administração pública, à exceção das forças armadas e nos assuntos financeiros.
O conceito de  Polizeistaat (em alemão, "Estado de polícia") foi cunhado pela historiografia liberal alemã da segunda metade do século XIX, aludindo em particular à Prússia de Frederico II, o Grande (1712 – 1786).
No século XVIII, o conceito tinha uma conotação positiva, como uma primeira forma de ordenamento constitucional personalista. À época, era geralmente aceito que os atos emanados da autoridade e voltados à manutenção da ordem e da segurança, estivessem acima do controle dos tribunais. Ampliou-se assim, tanto quanto possível, o campo de ação da polícia. O Estado policial representa uma evolução do típico estado absolutista monárquico, baseado no ius politiae (um direito calcado em alguns princípios jusnaturalistas), voltado à promoção do bem-estar dos súditos e à satisfação dos seus interesses, os quais eram, porém, determinados pela autoridade, "confundindo-se" então com os interesses do tipo patrimonial. Assim, o bem-estar dos súditos, a prosperidade do Estado e a ordem pública não seriam assegurados pela dinâmica das forças sociais mas por um rigoroso e correto controle administrativo, de caráter autoritário, vertical e paternalista.
Segundo teóricos do absolutismo, como o filósofo prussiano Christian Wolff (1679-1754), a extensão dos poderes do Estado seria  moralmente justificável por sua finalidade, que seria a de trazer bem-estar e felicidade aos indivíduos; e só o Estado absoluto poderia dispor do poder e dos meios necessários (inclusive a coação física) à realização de tal finalidade, por não estar sujeito às suas próprias leis. Tal concepção resulta em uma confusão entre  fins (a felicidade dos súditos) e  meios (o poder do Estado). É essa confusão que fundamenta o surgimento do Polizeistaat - o Estado de polícia ou Estado policial. Após a morte de Frederico II, em 1794, foi publicado um código (Allgemeines Landrecht für die Preussischen Staaten) que, pela primeira vez, no âmbito dos estados alemães, estabeleceu o princípio segundo o qual a lei obriga também aquele que a promulgou. Desta forma, ao Estado policial sucede o Estado de direito (Rechtstaat).
Já no contexto das democracias constitucionais contemporâneas, o conceito assume uma conotação  negativa - como um Estado marcado pelo uso intenso das forças da ordem ou de polícia secreta. A ideia de Estado policial aparece, então, ligada ao totalitarismo e sua ideologia.